# Cirò (vino)
Il Cirò è una DOC riservata ad alcuni vini la cui produzione è consentita nelle provincia di Crotone.
Nel 2025 il Cirò Rosso Riserva diventa Docg con il nuovo nome di Cirò Classico. Restano all'interno della Doc il Cirò Bianco, Cirò Rosato, Cirò Rosso, Cirò Rosso Classico, Cirò Rosso Classico Superiore e Cirò Rosso Superiore.

## Zona di produzione
La zona di produzione comprende l'intero territorio dei seguenti comuni:
provincia di Crotone
- Cirò
- Cirò Marina

e parte di:
- Melissa
- Crucoli

## Storia
Il Cirò è stato il primo vino calabrese ad avere l'attribuzione di Denominazione di Origine Protetta nel 1969.

## Disciplinare
Il Cirò DOC è stato istituito con DPR 2 aprile 1969 pubblicato sulla Gazzetta Ufficiale n. 139 del 4 giugno 1969.
Successivamente è stato modificato con
- DPR 25 settembre 1989 GU 85 - 11 aprile 1990
- DM 9 dicembre 2010 GU 298 – 22 dicembre 2010
- DM 21 novembre 2011 GU 281 – 2 dicembre 2011
- DM 30 novembre 2011 GU 295 – 20 dicembre 2011 Pubblicato sul sito ufficiale del Mipaaf Sezione Qualità e Sicurezza Vini DOP e IGP
- La versione in vigore è stata approvata con DM 7 marzo 2014 Pubblicato sul sito ufficiale del Mipaaf Sezione Qualità e Sicurezza Vini DOP e IGP.[1]

## Tipologie

### Cirò bianco
| uvaggio                        | Greco bianco min 80 % |
| titolo alcolometrico minimo    | 11,00 % vol.          |
| acidità totale minima          | 4,5 g/l.              |
| estratto secco minimo          | 16,00 g/l             |
| resa massima di uva per ettaro | 125 q.                |
| resa massima di uva in vino    | 70 %                  |

E' consentito l'uso della menzione "vigna".

#### Caratteri organolettici
- Aspetto: giallo paglierino più o meno intenso.
- Olfatto: vinoso e gradevole.
- Gusto: secco, armonico, delicato, vivace e caratteristico

#### Abbinamenti consigliati
Antipasti di pesce, primi piatti di pesce, pesce al forno o alla griglia.

### Cirò rosato
| uvaggio                        | Gaglioppo min 80% vitigni con bacca dello stesso colore, autorizzati per la regione Calabria max 20 %. |
| titolo alcolometrico minimo    | 12,50 % vol.                                                                                           |
| acidità totale minima          | 4,5 g/l.                                                                                               |
| estratto secco minimo          | 17,00 g/l                                                                                              |
| resa massima di uva per ettaro | 115 q.                                                                                                 |
| resa massima di uva in vino    | 70 %                                                                                                   |

#### Caratteri organolettici
- Aspetto: rosa cerasuolo;
- Olfatto: delicato, vinoso;
- Gusto: secco, morbido, fresco, armonico, piacevole.

#### Abbinamenti consigliati
Primi piatti, carni bianche.

### Cirò rosso
|                                | rosso | superiore   | superiore riserva | classico    | classico superiore | classico superiore riserva |
| uvaggio                        | Gaglioppo min 80% Barbera, Cabernet Franc, Cabernet Sauvignon, Sangiovese, Merlot max 10% Vitigni a bacca nera idonei alla coltivazione in Calabria max 20% |             |                   |             |                    |                            |
| titolo alcolometrico minimo    | 12,50% vol. | 13,50% vol. | 13,50% vol.       | 12,50% vol. | 13,50% vol.        | 13,50% vol.                |
| acidità totale minima          | 4,5 g/l. |             |                   |             |                    |                            |
| estratto secco minimo          | 20,00 g/l |             |                   |             |                    |                            |
| resa massima di uva per ettaro | 115 q. |             |                   |             |                    |                            |
| resa massima di uva in vino    | 70 % |             |                   |             |                    |                            |

Cirò rosso superiore riserva e Cirò rosso classico superiore riserva devono rispettare almeno 2 anni di affinamento a partire dal 1 gennaio successivo alla vendemmia.

#### Caratteri organolettici
- Aspetto: rosso rubino, rosso granato (riserva);
- Olfatto: piacevole, delicato, vinoso;
- Gusto: secco, di corpo, caldo, armonico.

#### Abbinamenti consigliati
Primi piatti a base di carne, carne arrosto o alla griglia, formaggi di media stagionatura.